# Centrarthra albistriga
Centrarthra albistriga är en fjärilsart som beskrevs av Antonius Johannes Theodorus Janse 1940. Centrarthra albistriga ingår i släktet Centrarthra och familjen nattflyn. Inga underarter finns listade i Catalogue of Life.